# بلكاد
بلكاد هي مدينة، في الهند، تقع في ضاحية بلكاد، بلغ عدد سكانها 130,955 نسمة وذلك حسب إحصائيات سنة 2011، رمزها البريدي هو 678001.

## المناخ
يظهر الجدول التالي التغييرات المناخية على مدار السنة لبلكاد:
| البيانات المناخية لـبلكاد         | البيانات المناخية لـبلكاد | البيانات المناخية لـبلكاد | البيانات المناخية لـبلكاد | البيانات المناخية لـبلكاد | البيانات المناخية لـبلكاد | البيانات المناخية لـبلكاد | البيانات المناخية لـبلكاد | البيانات المناخية لـبلكاد | البيانات المناخية لـبلكاد | البيانات المناخية لـبلكاد | البيانات المناخية لـبلكاد | البيانات المناخية لـبلكاد | البيانات المناخية لـبلكاد |
| الشهر                             | يناير                     | فبراير                    | مارس                      | أبريل                     | مايو                      | يونيو                     | يوليو                     | أغسطس                     | سبتمبر                    | أكتوبر                    | نوفمبر                    | ديسمبر                    | المعدل السنوي             |
| --------------------------------- | ------------------------- | ------------------------- | ------------------------- | ------------------------- | ------------------------- | ------------------------- | ------------------------- | ------------------------- | ------------------------- | ------------------------- | ------------------------- | ------------------------- | ------------------------- |
| متوسط درجة الحرارة الكبرى °م (°ف) | 33.0 (91.4)               | 35.4 (95.7)               | 37.3 (99.1)               | 36.5 (97.7)               | 34.0 (93.2)               | 29.7 (85.5)               | 28.3 (82.9)               | 28.8 (83.8)               | 30.3 (86.5)               | 31.2 (88.2)               | 31.8 (89.2)               | 31.9 (89.4)               | 32.4 (90.2)               |
| متوسط درجة الحرارة الصغرى °م (°ف) | 21.8 (71.2)               | 22.6 (72.7)               | 24.2 (75.6)               | 25.1 (77.2)               | 24.8 (76.6)               | 23.2 (73.8)               | 22.5 (72.5)               | 22.9 (73.2)               | 23.0 (73.4)               | 23.2 (73.8)               | 22.9 (73.2)               | 22.2 (72.0)               | 23.2 (73.8)               |
| الهطول مم (إنش)                   | 3.5 (0.14)                | 6.7 (0.26)                | 20.4 (0.80)               | 72.9 (2.87)               | 151.7 (5.97)              | 408.2 (16.07)             | 522.6 (20.57)             | 317.6 (12.50)             | 253.9 (10.00)             | 215.2 (8.47)              | 111.1 (4.37)              | 27.6 (1.09)               | 2٬111٫4 (83.11)           |
| المصدر:                           |                           |                           |                           |                           |                           |                           |                           |                           |                           |                           |                           |                           |                           |

## أعلام
- آدا شارما
- كونشان نامبيار
- رافي مينون
- مريناليني سارابهاي
- أناندا شيف براساد